# Мольозоніди

Загальна хімічна структура молозонідів.

Мольозоні́ди (рос. мольозониды, англ. molozonides) — 1,2,3-триоксолани , первинні продукти хімічної реакції приєднання озону до зв'язку С=С.